# Ворона Олександр Васильович
Олекса́ндр Васи́льович Воро́на (нар. 25 травня 1925, Скадовськ — 24 вересня 2021, Київ) — український художник-монументаліст, графік та плакатист; член Спілки художників України з 1959 року та Спілки художників СРСР. Батько художниці Ольги Ворони.

## Біографія
Народився 25 травня 1925 року у місті Скадовську (тепер Херсонська область, Україна) в селянській родині. Навчатися художній майстерності розпочав в Бердянську у художника Я. Хаста. 1943 року призваний до Червоної армії. Брав участь у німецько-радянській війні. Воював у кулеметній роті 84-го гвардійського стрілецького полку 33-ї гвардійської дивізії 2-ї гвардійської армії Четвертого Українського фронту.
У 1948—1951 роках навчався у Львівському державному інституті прикладного та декоративного мистецтва (викладачі Роман Сельський, Вітольд Манастирський), у 1951—1954 роках — у Харківському художньому інституті (викладачі Василь Мироненко, Володимир Селезньов).
Впродовж багатьох років Олександр Васильович був головою Республіканської художньої ради з монументального мистецтва, а в 1969 року призначений головним художником Художнього фонду України. З 1974 року працював у Київському художньому інституті: від 1985 року — професор; від 2000 року — професор Київського інституту декоративно-прикладного мистецтва та дизайну, чималий час працював в університеті «Україна». Загалом присвятив викладацькій роботі більше 40 років.
Організовував чимало персональних виставок, найбільша з них відбулася в 2005 році у Києві. Багаторічна творча та громадська діяльність Олександра Васильовича відзначена званням Заслуженого діяча мистецтв України.
Помер 24 вересня 2021 року на 97-ому році життя у Києві.

## Творчий доробок
Автор настінних композицій у близькій до кубізму манері, але на традиційну для соцреалізму тематику: про революцію, перемогу, ударну працю. Серед творів:
- плакати:

- - «Торгувати, а не воювати» (1957);
  - «По-комуністичному!» (1962);
  - «Ділами, юні, свій прославте час…» (1965);
  - «Пам'ятаємо!» (1965);
  - «Ми перемогли» (1965);
  - «Прокляття вбивцям» (1968);
  - «Стоп» (1973);
  - «Слався у віках Леніновий шлях» (триптих, 1974);
  - «Пам'ятаємо» (1975);
  - «Московський час» (1984);
  - «Ми цій пам'яті вірні» (1984);
  - «Обережно — сталінізм» (1989);

- мозаїки:
  - в підземному переході на Майдані Незалежності (1968);
  - на фасаді Житомирського політехнічного інституту (1976);
- вітражі:
  - «Рідна земля» в Будинку культури в селі Вергунах Черкаської області (1970, у співавторстві);
  - «Перемога» в Національному музеї історії України (1977);
  - у будинку культури в місті Горішніх Плавнях (1991);
- фрески в приміщенні Київського університету «Революція», «Перемога», «Наука», «Праця» (1967, у співавторстві з А. Базилевичем та Ю. Ільченком);
- живопис:
  - «Вуличка в Гурзуфі» (1988);
  - «Квітне гліцинія» (1996);
  - «Натюрморт з апельсинами» (1996);
  - «Отакі гриби», «Весна в Гурзуфі», «Цвіте тернослив», «Осінні виноградники» (усі — 1988—1996);
  - «Дорога на Лейкове» (2001).

## Нагороди
- Заслужений діяч мистецтв УРСР з 1968 року.
- Нагороджений орденом Вітчизняної війни 2 ступеня[3] (1985).
- Заслужений діяча мистецтв України.
- численні бойові та пам'ятні медалі.